# Jonathan Bond
Pour les articles homonymes, voir Bond.
Jonathan Bond, né le 19 mai 1993 à Hemel Hempstead, est un footballeur anglais qui joue au poste de gardien de but au Dynamo de Houston. Il possède également un passeport américain,.

## Biographie
Le 26 août 2016, il est prêté à Gillingham
Le 26 juin 2017, il est prêté pour une saison à Peterborough.
Le 16 juillet 2018, il rejoint West Bromwich Albion.
Le 3 juillet 2024, il rejoint Watford FC.